# Amar'e Stoudemire
Amar'e Carsares Stoudemire és un jugador de bàsquet estatunidenc. Va néixer el 16 de novembre de 1982 a Lake Wales, Florida. Mesura 2,08 m, pesa 112 quilos i juga de pivot. Va formar part de la selecció de bàsquet dels Estats Units que va obtenir la medalla de bronze als Jocs Olímpics d'Atenes 2004.

## Trajectòria esportiva

### High School
La infància de Stoudemire no va ser la d'un nen normal. El seu pare va morir quan ell tenia 12 anys, i la seva mare obstaculitza i sortia de presó contínuament. Segons va dir a Isaac Perry en un article per a la revista Dime Magazine, els quals realment li van fer seguir endavant van ser Déu i les paraules del raper Tupac Shakur. Tot això va condicionar els seus estudis, passant per 6 diferents instituts fins a graduar-se en el de Cypress Creek a Orlando, Florida. Apalabrà el seu ingrés en la Universitat de Memphis, però va preferir declarar-se elegible per a l'NBA per a poder ajudar econòmicament a la seva família.

### NBA
Va ser triat pels Phoenix Suns en la primera ronda del draft de l'NBA de 2002 en la novena posició. Els seus 13,5 punts i 8,8 rebots en la seva primera temporada van valdre-li per a ser triat Rookie de l'any. La seva progressió, sobretot en l'aspecte anotador, va anar espectacular, i va arribar a fer una mitjana de 26 punts per partit en 2005, sent el cinquè màxim anotador de la lliga en aquesta temporada. Però una lesió de genoll a l'any següent li va fer perdre's pràcticament tota la temporada.
Aquest any ha tornat a les pistes, i si bé el seu aspecte anotador dista encara una mica de les xifres anteriors (18,7 punts per partit), ha millorat les seves dades en rebots i en percentatge de tir. És un dels millors finalitzadors de les accions, un autèntic especialista en esmaixades. Aquesta temporada ha canviat la seva habitual samarreta amb el nombre 32 per la del nombre 1, volent simbolitzar un renaixement en el seu joc després de la lesió.

#### Equips
- Phoenix Suns (2002- 2010)
- New York Knicks [2010]- ...

## Assoliments personals
- Triat 2 vegades per a l'All Star
- Rookie de l'any el 2003
- MVP del partit de rookies de l'All Star de 2004
- Medalla de Bronze en els Jocs Olímpics d'Atenes 2004 amb la Selecció dels Estats Units